# Розметов, Садулла
Садулла́ Розме́тов (туркм. Sadulla Rozmetow; 15 марта 1921, Хивинское ханство — 20 января 2011, Дашогузский велаят, Туркменистан) — туркменский земледелец, Герой Социалистического Труда (1957), Герой Туркменистана.

## Биография
Родился 15 марта 1920 года в Хивинском ханстве (ныне — этрап имени С. А. Ниязова Дашогузского велаята).
Трудовой путь начал в 1940 году в колхозе имени Сталина по завершении учёбы в Туркменском педагогическом институте. Садулла Розметов приложил немало усилий для подъёма агропромышленного сектора республики.
С 1955 года возглавлял этот колхоз (ныне — сельскохозяйственное акционерное общество имени Героя Туркменистана Садуллы Розметова).
Скончался 20 января 2011 года.

## Награды
- Почётный старейшина Туркменистана
- Герой Социалистического Труда
- Герой Туркменистана
- Орден «Гарашсызлык»
- Орден «Звезда Президента»
- Орден «Алтын Асыр» (III степени)
- Медаль «За любовь к Отечеству» (21 октября 2016 года, посмертно) — за большие успехи в упрочении независимости и суверенитета Туркменистана, приумножении экономического потенциала и международного авторитета страны, реализации государственных программ по планомерному развитию промышленной, нефтегазовой, транспортно-коммуникационной, сельскохозяйственной и водохозяйственной отраслей, других секторов экономики, в образцовой государственной и общественной деятельности, за весомый вклад в ускоренное развитие сфер науки и техники, литературы, культуры и искусства, физкультуры и спорта, образования, здравоохранения и социальных услуг, воспитание молодёжи в духе безграничной любви, уважения и преданности Родине, мужества и добросовестности, учитывая особые заслуги перед независимым государством и родным народом, многолетний добросовестный, и самоотверженный труд, а также в ознаменование славного 25-летнего юбилея великой независимости нашего нейтрального государства[5]

## Память
- посёлок имени Садуллы Розметова — в 2022 году посёлку Гулустан в Шабатский этрапе[6].